# Veliko kitajsko nižavje
Veliko kitajsko nižavje ali Džongjuan (kitajsko: 中原; pinjin: Zhōngyuán, dobesedno 'osrednja planota'), znana tudi kot Džongtu (kitajsko: 中土; pinjin: Zhōngtǔ dobesedno 'osrednja dežela') in Džongdžou (kitajsko: 中州; pinjin: Zhōngzhōu, dobesedno 'osrednja regija'), se običajno nanaša na del severnokitajske nižine, ki obdaja spodnji in srednji tok Rumene reke, s središčem v regiji med Luojangom in Kaifengom. Velja za rojstni kraj kitajske civilizacije. V zgodovini je ljudstvo Huašja na Džongjuan gledalo kot na 'središče sveta'. Človekove dejavnosti v regiji segajo v obdobje paleolitika.
V prazgodovini je Huašja, konfederacija plemen, ki se je kasneje razvila v etnično skupino Han, živela ob srednjem in spodnjem toku Rumene reke. Izraz Zhongguo (osrednja država) je bil uporabljen za razlikovanje od plemen Siji, ki so veljala za 'barbarska'. Velik del kitajske zgodovine je bil Džongjuan politično, gospodarsko in kulturno središče kitajske civilizacije, saj je več kot 20 dinastij svoje prestolnice postavilo v to regijo.
V sodobnem konceptu se za opredelitev območja Džongjuan uporablja izraz 'Veliko kitajsko nižavje'. V ožjem smislu se nanaša na današnjo provinco Henan v osrednjem delu Kitajske. Širša razlaga ukrepa osrednje nižine bi vključevala tudi sosednjo provinco Henan, Šaanši, Hebej, Šanši in Šandong, kot tudi severni del Anhuija in severozahodni del Džjangsuja.

## Geografija
Severno, zahodno in južno stran nižavja obkrožajo gore, predvsem gore Taihang na severozahodni strani, gore Funiu in Šjonger na zahodu. Osrednje in vzhodno območje tvorita del severnokitajske nižine. Rumena reka teče skozi regijo od zahoda proti vzhodu. Skozi tečeta tudi reki Huai in Hai ter pritoki reke Jangce. Od antičnih časov je bil Džongjuan strateško pomembno mesto Kitajske, ki velja za »središče in vozlišče sveta«.
Aluvialni nanosi Rumene reke so v paleozoiku tvorili obsežne ravnice. Regija ima dovolj vodnih virov za rast rastlin, zaradi česar je središče kitajske agrarne civilizacije, znane kot »žitnica Kitajske«.
Džongjuan ima zmerno monsunsko podnebje z izrazitimi letnimi časi. Poleti je običajno vroče in vlažno, pozimi hladno in suho.

## Opredelitev
Koncept Velikega kitajskega nižavja se je pogosto spreminjal v različnih zgodovinskih obdobjih, v različnih kontekstih. Izraz Džongjuan se je prvič pojavil v Shijing (Knjiga pesmi), kjer ni bila navedena nobena natančna geografska lokacija. V spomladanskem in jesenskem obdobju (770–476 pr. n. št.) je ta beseda začela označevati območje osrednjih nižin. Le do severne in južne dinastije (420-589 n. št.) je bil izraz Džongjuan široko sprejet kot geografski koncept.
Geografski pogled na Veliko kitajsko nižavje lahko prikazuje različne regije. Običajno se nanaša na srednji in spodnji tok Rumene reke, včasih pa zajema tudi tokove vzdolž reke Jangce in Huai ter celo celotno severnokitajsko nižino.
Poleg tega, da je geografska lokacija, se izraz Džongjuan uporablja tudi kot zgodovinski in kulturni koncept, ki predstavlja prevlado etnične pripadnosti Han.

## Zgodovina
Zgodovina nižavja sega v prazgodovino. Sledi človeške dejavnosti segajo do pred približno pol milijona let. Arheološke študije so pokazale, da so že pred 80.000 do 100.000 leti starodavni ljudje uporabljali kamnita orodja. Izkopavanja poslikane keramike in kamnitih orodij, najdenih v relikvijah kulture Jangšao (5000 do 3000 pr. n. št.) in kulture Longšan (3000 do 1900 pr. n. št.), dokazujejo, da je bilo nižavje v ospredju kitajske civilizacije skozi celotno kameno dobo.
Po vzponu kulture Erlitou (1900 do 1500 pr. n. št.) je nižavje vstopilo v bronasto dobo. Pojav zasebnega lastništva in družbenih razredov je privedel do oblikovanja prve dinastije v kitajski zgodovini, dinastije Šja. Dinastija Šja je vzpostavila svoj režim, osredotočen na Džongjuan, in dala ton poznejšim dinastijam, da bi nižavje postalo osrednja regija.
Od vzpona dinastije Šja (okoli 2070–okoli 1600 pr. n. št.) do padca dinastije Song (960–1279) je večina zakonitih dinastij ustanovila svoje prestolnice znotraj območja nižavja, razen vzhodnega Džina in južnega Song. Šele v času dinastij Juan (1271–1368) in Ming (1368–1644) se je politično središče Kitajske preselilo, saj je Mongolsko cesarstvo ustanovilo dinastijo Juan v Dadu (Khanbalič, zdaj Peking). Kasneje je cesar Jongle iz dinastije Ming prestolnico preselil in utrdil oblast v Pekingu.

## Jezik
Mandarinščina Velikega kitajskega nižavja (ali mandarinščina džongjuan) je glavni jezik in materni jezik, ki se govori v regiji. Je različica mandarinske kitajščine, ki se je oblikovala in razvijala postopoma na podlagi standardne izgovorjave mandarinščine in njenega predhodnika jajana.
V dinastiji Juan je knjiga rim »Zhongyuan Yinyun« (rime osrednjih nižin), ki jo je napisal Džou Dečing, odražala standardno izgovorjavo zgodnje mandarinščine. Nekateri jezikoslovci trdijo, da je zgodnja mandarinščina, zapisana v Zhongyuan Yinyun, temeljila na standardih izgovorjave, ki izhajajo iz narečij Luojang in Bianliang v Džongjuanu, ki so prevladovala v dinastiji Song.
V sodobni Kitajski se mandarinščina Velikega kitajskega nižavja uporablja predvsem v Henanu, Šandongu, Anhuiju, Šanšiju, Šaanšiju, Gansuju in Hebeju. Populacija domačih govorcev mandarinščine nižavja je približno 124 milijonov.
Kar zadeva ton, so ključne značilnosti sodobne mandarinščine Velikega kitajskega nižavja: nevtralni in pridihani začetni soglasniki začetnih tonov v zgodnji mandarinščini se zdaj izgovarjajo kot prvi ton (visok ton) in zveneči začetni soglasniki začetnih tonov se zdaj izgovarjata kot drugi ton (naraščajoči ton).